# 奥浦組
奥浦組（おくうらぐみ）は、大阪府東大阪市に本部を置く暴力団で、神戸山口組の二次団体。

## 略歴

### 初代
- 奥浦清司は、奥浦組を結成し、菅谷組に参画した。
- 1981年、菅谷組の解散に伴い、長谷組に参画し、長谷組舎弟頭に就任した。
- 1989年、五代目山口組に昇格した。
- 2005年8月、六代目山口組に参画した。
- 六代目山口組幹部に就任した。
- 2015年8月26日、六代目山口組を離脱した。
- 2015年8月27日、共に離脱した13団体と神戸山口組を結成し、神戸山口組顧問に就任した。

## 当代
- 組長：奥浦清司（神戸山口組顧問／六代目山口組幹部／五代目山口組若中／長谷組舎弟頭／菅谷組若中）

## 構成
- 組長 - 奥浦清司
- 若頭 - 平良辰雄（雄心会会長）
- 本部長 - 菅原秀雄（二代目清華連合会長）
- 舎弟頭補佐 - 田中啓之（三代目心栄会会長）
- 若頭補佐兼関東責任者 - 山岡忠則（忠仁会会長）
- 若頭補佐 - 定行英治（清英会会長）
- 若頭補佐 ‐ 大野　実（大真会会長)
- 顧問 - 松田憲昭（松田組組長)
- 相談役 - 花下賢三
- 相談役 - 浜口辰己
- 幹部 - 長谷川明（長谷川会会長)
- 幹部 - 森　豊（森興業組長)